# Radmer
Radmer è un comune austriaco di 511 abitanti nel distretto di Leoben, in Stiria.